# Nephochaetopteryx pallidiventris
Nephochaetopteryx pallidiventris är en tvåvingeart som beskrevs av Townsend 1934. Nephochaetopteryx pallidiventris ingår i släktet Nephochaetopteryx och familjen köttflugor. Inga underarter finns listade i Catalogue of Life.